# L'emboscada
L'emboscada (títol original en anglès, Ambush) és una pel·lícula de thriller d'acció bèl·lic del 2023 escrit per Mark Earl Burman, Michael McClung, Johnny Lozano i Dillon Slack, dirigida pel mateix Burman i protagonitzat per Jonathan Rhys Meyers, Connor Paolo i Aaron Eckhart. S'ha doblat i subtitulat al català.
La pel·lícula es va estrenar als cinemes, sota demanda i en digital el 24 de febrer de 2023.

## Sinopsi
Durant la guerra del Vietnam, un grup de soldats amb la missió d'aconseguir materials d'intel·ligència es troben amb forces enemigues del Viet-cong als extensos complexos de túnels subterranis que havien construït sota terra a través deñ Vietnam del Sud durant el conflicte.

## Repartiment
- Jonathan Rhys-Meyers com a Miller
- Connor Paolo com a Ackerman
- Jason Genao com a Boyd
- Aaron Eckhart com a Drummond